# El Fascio
El Fascio, subtitulado «Haz Hispano», fue una publicación periódica española, de hipotética tirada semanal, impresa en Madrid.
Surgida como una reacción al ascenso del fascismo en Alemania y el triunfo de Hitler en las elecciones de 1933, su lanzamiento fue preparado en el domicilio del escritor y propagandista Ernesto Giménez Caballero por diversas personalidades de la extrema derecha española bajo la supervisión de enviados de Mussolini, como su embajador en Madrid, Raffaele Guariglia; la financiación correría a cargo, entre otros, del magnate Juan March. Su director fue Manuel Delgado Barreto (también al frente de La Nación), y en ella colaborararon José Antonio Primo de Rivera y autores como —además del citado Giménez Caballero— Rafael Sánchez Mazas, Ramiro Ledesma, Juan Aparicio y Juan Pujol Martínez. Además de dirigirla, Delgado Barreto también costeó su publicación.
El periódico tuvo una existencia efímera. Se publicó un único número, el 16 de marzo de 1933, tras lo cual fue incautado por el Gobierno republicano. Ricardo de la Cierva describió este hecho como «un secuestro policíaco», Eduardo González Calleja calificó la acción de «desmesurada» e Ian Gibson consideró un «error muy grave» el cierre del semanario. En opinión de Payne El Fascio sostuvo en el conjunto de sus artículos la defensa a grandes rasgos de la implantación de un Estado fascista con un modelo similar al italiano en España. Según Gibson «la idea era fundar una gran revista fascista, con una gran tirada, prevista entonces en 150 000 ejemplares».